# Menander clotho
Menander clotho is een vlindersoort uit de familie van de prachtvlinders (Riodinidae), onderfamilie Riodininae.
Menander clotho werd in 1911 beschreven door Stichel.